# ترک‌خوی‌لو
تیورک خیلو (ترکی آذربایجانی: Türk-Xoylu) یک منطقهٔ مسکونی در جمهوری آذربایجان است که در شهرستان گورانبوی واقع شده‌است.